# Publius Cornelius Anullinus (Konsul 216)
Publius Cornelius Anullinus war ein römischer Politiker und Senator aus patrizischer Familie. Sein Vater Publius Cornelius Anullinus war ein enger Vertrauter des Kaisers Septimius Severus gewesen. Im Jahr 216 war Anullinus ordentlicher Konsul. Außerdem gehörte er dem Priesterkollegium der Salier an und war Augur.